# Monsieur de Sainte-Colombe (der Jüngere)
Monsieur de Sainte-Colombe le fils (d. h. der Jüngere)  (* ca. 1660; † nach 1713) war ein französischer Gambist und Komponist des Barock, über dessen Person sehr wenig bekannt ist, der aber zwischen 1707 und 1713 Spuren in Großbritannien hinterlassen hat. 

## Leben
Eines der spärlichen vorhandenen Zeugnisse ist eine Erwähnung in dem Werk Réflexions sur l'opéra von Rémond de Saint-Mard (1682–1757): Der jüngere Sainte-Colombe war demnach ein unehelicher Sohn des berühmten, aber ebenfalls namentlich nicht näher bekannten, Monsieur de Sainte-Colombe des Älteren.
Aus seinem Lebenslauf ist praktisch nur gesichert, dass er um 1707 in Edinburgh als Gambenlehrer tätig war. Der späteste Beleg zu seiner Biographie nennt den 14. Mai 1713, für dieses Datum wurde in London ein Benefizkonzert in seiner Anwesenheit angekündigt. Manche Quellen vermuten sein Todesdatum um das Jahr 1720.

## Werke
Bekannt sind 6 Suiten für Viola da Gamba Solo, darin auch ein groß angelegtes Tombeau auf den Tod seines Vaters, ein Schwesterwerk des aus gleichem Anlass entstandenen Stückes von Marin Marais. Die Stücke sind überliefert in einem Manuskript in der Bibliothek der Kathedrale von Durham (England). Trotz der Randständigkeit dieser Werke in der Musikgeschichte wird die Einschätzung vertreten, dass sie der Kunst des Vaters Sainte-Colombe mindestens ebenbürtig sind.
Editionen
Tombeau for le sieur de Sainte-Colombe (le père) : for bass viol and keyboard / le Sieur de Sainte-Colombe (le fils); edited by Margaret Sampson. Dove House Editions; Hannacroix, N.Y. : Loux Music, c2001, LCCN 2002-537335.